# Thomas Ruch

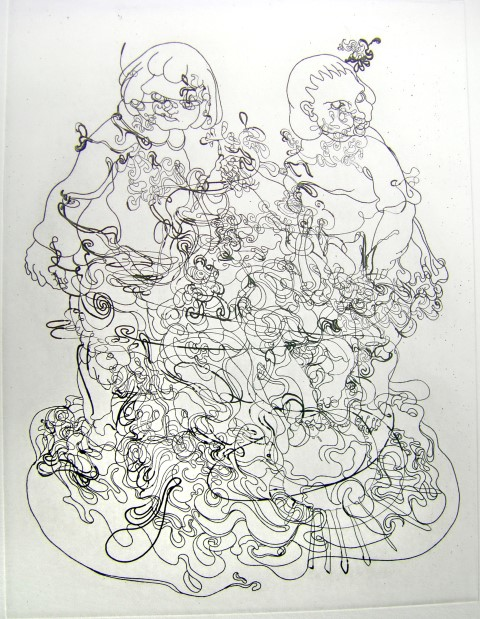
„Kinder machen Blumen“, Druckgrafik, 2011

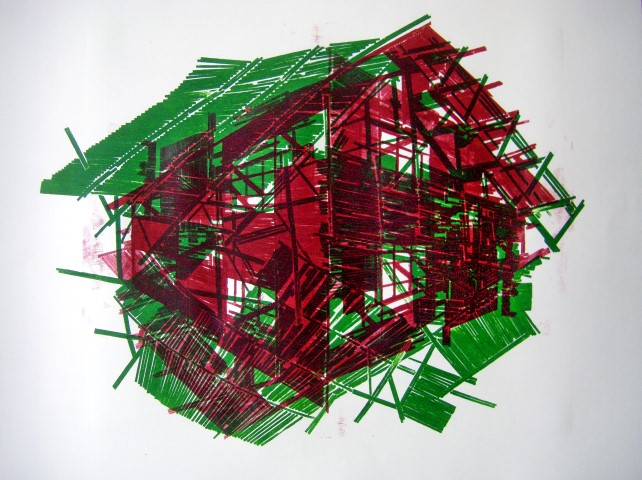
„Rot-Grün Chäshüttli“, Druckgrafik, 2011

Thomas Ruch (* 23. Februar 1963 in Basel) ist ein Schweizer Maler und Zeichner.

## Leben
Thomas Ruch absolvierte das humanistische Gymnasium in Basel. Danach erlernte er den Beruf des Uhrmachers. 1988 richtete er ein bis heute bestehendes Atelier im Kanton Solothurn ein. Von 1995 bis 2002 studierte er 'Freie Kunst' an der Kunstakademie Düsseldorf, unter anderem bei Magdalena Jetelová, Konrad Klapheck und Franz Eggenschwiler. Im Jahr 2001 wurde er an der Akademie Meisterschüler. Seit 2002 unterhält er auch in Düsseldorf ein Atelier. Ruch lebt und arbeitet in Basel und Düsseldorf.

## Werk
Thomas Ruch arbeitet im Bereich Grafik und Zeichnung, etwa auch in Linienätzradierungen. Er setzt diese grafischen Techniken in einen Kontext mit zeitgenössischem Material wie Farben aus der Spraydose (Graffiti) und Malerei.
Thomas Ruch war mehrfach Teilnehmer der Internationalen Triennale der Xylon sowie der Internationalen Triennale für Originalgrafik in Grenchen, außerdem an Kantonalen Jahresausstellungen der Solothurner Künstlerinnen und Künstler in der Schweiz. Er ist Mitglied von Visarte (Schweiz) und der internationalen Holzschneidervereinigung Xylon.

## Auszeichnungen
- 2023: Anerkennungspreis für bildende Kunst, Kanton Solothurn, (Schweiz)
- 2003: Förderpreis der Deutsch-Schweizer Wirtschaftsvereinigung e. V. Düsseldorf (Deutschland)
- 2001: Werkjahrbeitrag des Kanton Solothurn, (Schweiz)
- 2000: Stipendium der Aldegrever-Gesellschaft, Münster (Deutschland)

## Werke im öffentlichen Besitz bzw. an öffentlich zugänglichen Orten
- Bundesamt für Kulturpflege, Bern (Schweiz)
- Schweizerische Landesbibliothek, Bern (Schweiz)
- Kupferstichkabinett des Städel, Frankfurt am Main (Deutschland)
- Kunsthaus Grenchen, Grenchen (Schweiz)
- Städtische Kunstsammlung Grenchen, Grenchen (Schweiz)
- Sammlung van der Grinten, Kranenburg (Deutschland)
- Kanton Solothurn (Schweiz)

## Ausstellungen

### Einzelausstellungen (Auswahl)
- 2023: Der Esel hat drei Beine, Galerie Rössli, Balsthal, Schweiz
- 2023: Ich, macht Picasso, Onomato, Düsseldorf
- 2021: Ohne Kontext heißt Alles, alles oder nichts, Kunsthaus Bocholt
- 2020: Zündhölzchen macht Chässhüttli, Martin Leyer-Pritzkow, Düsseldorf
- 2016: Als Drpping ist das Universum entstanden, Stefan Demary und Thomas Ruch, Martin Leyer-Pritzkow Ausstellungen, Düsseldorf
- 2014: Zündhölzchendruck macht Chäshüttli, Martin Leyer-Pritzkow Ausstellungen, Düsseldorf (Deutschland)
- 2013: Zündhölzchendruck macht Chäshüttli, Galerie Art+Vision, Bern (Schweiz)
- 2011: Projekt Brizzel, mit Tinka Tewes, Institut für Skulpturelle Peripherie, Offraum, Düsseldorf (Deutschland)
- 2011: … und lieblich guckt das Hippopotame, Haus der Kunst St. Josef, Solothurn (Schweiz)
- 2008: Will ich einen Pinguin zeichnen, muss ich erst Pinguin werden, Akademiegalerie KU 28, Essen (Deutschland)
- 2008: VERITE VARIEE, Galerie + Edition Geymüller, Essen (Deutschland)
- 2008: Steinway, Galerie Plan D, Düsseldorf (Deutschland)
- 2007: Vom Speichel bis zur Sohle, Projektraum VDR, Düsseldorf (Deutschland)
- 2006: Wenn Du ein Biscuit willst, dann musst du erst Biscuit werden, Galerie Dr. Johannes von Geymüller, Essen (Deutschland)
- 2006: Oberland, Kunstverein Krefeld (Deutschland)
- 2006: Eggenschwiler-Wiggli Stiftung, Fleisch am Chnoche mit Werken von Franz Eggenschwiler, Eriswil (Schweiz)
- 2005: Galerie Quellgasse 3, Biel (Schweiz)
- 2003: St. Apollinaris, Kunstraum 4. Stock, Alfred Maurer, Solothurn (Schweiz)
- 2003: Der alchemistische Wahn Porzellan neu zu erfinden, Galerie Dr. Johannes von Geymüller, Essen (Deutschland)
- 2003: Sehbücher und Musikinstrumente, Galerie Konrad Mönter, Meerbusch (Deutschland)
- 2002: Bergspiel – Beispiel, Industrie-Club Düsseldorf (Deutschland)
- 2002: Bara, St.-Apollinaris-Kunstprojekt, Düsseldorf (Deutschland)
- 2001: Berge und andere Linien, Linienätzradierungen, Kunsthaus Mettmann (Deutschland)
- 2000: Kubusholzdrucke, Kunstraum 4 Stock, Alfred Maurer
- 2000: mit Jean-Marc Gaillard, Ausstellungsraum Mühlengraben 5, Basel (Schweiz)
- 1999: Holzdruck-Bild-Reliefs, Galerie Art + Vision, Bern (Schweiz)
- 1998: Galerie Impress, Olten (Schweiz)
- 1997: Pathologie und Kunst, Basel (Schweiz)
- 1996: Arbeiten auf Papier, Kunstmuseum in der Tonhalle, Düsseldorf (Deutschland)
- 1990: Galerie Brechbühl, Grenchen (Schweiz)

### Gruppenausstellungen (Auswahl)
- 2013: „Impressionen 2013“, Ausstellung für Druckgrafik, Kunsthaus Grenchen, Grenchen (Schweiz)
- 2012: „Zeichnen im Raum“, Mischpoke e. V. im Lichthof, Mönchengladbach (Deutschland)
- 2012: Xylon Jubel Druck, Kunsthaus Grenchen, Grenchen (Schweiz)
- 2012: „Doppelbrand“, Kunstraum Dujardin, u. a. mit Katrin Roeber, Krefeld (Deutschland)
- 2011: „Impression“, Ausstellung für Druckgrafik, Kunsthaus Grenchen, Grenchen (Schweiz)
- 2011: „KUNSTWALDRAUM“, öffentliches Kunstprojekt, Burgdorf (Schweiz)
- 2009: „Accrochage“ Galerie Fellner, Krefeld (Deutschland)
- 2008: „Malerei und Holzdruck“, Haus der Kunst, St. Josef, Solothurn (Schweiz)
- 2008: „Unruh“, Back-Raum im Con-Sum, Düsseldorf (Deutschland)
- 2008: 125 Jahre Kunstverein Krefeld, Krefeld (Deutschland)
- 2008: „Impressionen 2008“, Kunsthaus Grenchen, Grenchen (Schweiz)
- 2004: 4. Internationale Triennale de Gravure, Le Locle (Schweiz)
- 2001: „Ein Blick auf Solothurn“, Kantonale Ankäufe 1990–2000, Kunstmuseum Solothurn (Schweiz)
- 2001: 3. Internationale Triennale de Gravure, Le Locle (Schweiz)
- 2000: „Come in“, Kunsthaus Grenchen, Grenchen (Schweiz)
- 2000: „Projekt Habitation“, Büro bhk, Bellheim (Deutschland)
- 2000: „Projekt Kreisverkehr“, Supermarkt im Rohbau, 8 Künstler aus Düsseldorf, Wuppertal (Deutschland)
- 1999: „Projekt Grenze“, Büro bhk, Bellheim (Deutschland)
- 1998: „Projekt Artomat“, Kunstverein für die Rheinlande und Westfalen, Düsseldorf (Deutschland)
- 1998: Klasse Jetelova, Kunstraum Düsseldorf (Deutschland)

## Videos
- Buddha, Film über das Entstehen des Wandgraffitis von Thomas Ruch in der Ausstellung: «Als Dripping ist das Universum entstanden», mit Werken von Stefan Demary und Thomas Ruch, 2016
- Zündhölzchendruck macht Chäshüttli, Film zur Ausstellung von Thomas Ruch bei Martin Leyer-Pritzkow, Düsseldorf, 2014
- Aszendierender Jesus - Wandgraffiti von Thomas Ruch im Haus der Kunst, St. Josef Solothurn, 2011
- MarkAlemaPepper: Vom Speichel bis zur Sohle, Thomas Ruch-Verdichtung des Realen. Düsseldorf, 3. Februar 2006